# 大阪市立阪南小学校
大阪市立阪南小学校（おおさかしりつはんなんしょうがっこう）は、大阪府大阪市阿倍野区にある公立小学校。

## 沿革
地域の宅地化に伴う児童数の増加により、1940年に周辺の大阪市長池尋常小学校（現在の大阪市立長池小学校）、大阪市阿倍野尋常小学校（現在の大阪市立阿倍野小学校）、大阪市住吉尋常小学校（現在の大阪市立住吉小学校）の校区を再編し、大阪市阪南尋常小学校として設置された。
1940年2月24日に住吉区阪南町中5丁目3番地（現在の学校所在地）に仮校舎6教室が竣工した。校舎が竣工した同日を創立としている。同年4月より、周辺の3小学校より1-2年の児童349人を受け入れて授業を開始した。
翌1941年には国民学校令の実施に伴い、大阪市阪南国民学校へと改称した。
太平洋戦争の戦局悪化により、大阪市など大都市の国民学校児童については1944年以降学童疎開が指示された。学童疎開は縁故によるものを原則としたが、縁故に頼れない児童については学校単位での集団疎開に参加させる方針が決まった。大阪市では当時の22行政区各区ごとに集団疎開先を指定し、阿倍野区の国民学校に対しては和歌山県への疎開が割り当てられた。阪南国民学校の児童は那賀郡東貴志村（現在の紀の川市貴志川地区）および根来村（現在の岩出市）への疎開が決まり、1944年8月28日に現地に出発した。疎開先では現地の旅館や寺院3か所に分かれて宿泊し、終戦後の1945年10月29日まで疎開生活が続いた。
集団疎開先や縁故疎開先から児童が帰校した1945年秋以降、児童数が急増して従来の教室では収容しきれなくなった。そのため二部授業を実施して対応し、校舎の増設もすすめた。二部授業は1950年3月に解消されている。
学制改革に伴い、1947年4月1日付で大阪市立阪南小学校に改称した。児童数は1950年代後半の第一次ベビーブーム世代の就学時期に2000人を超えピークとなったものの、その後微減傾向となり、2000年代には全校児童700人台となっている。
相次ぐマンションの建設や文教地区特有の周辺環境の穏やかさから人気は高く、2022年には全校児童が1000人を突破した。この生徒数増に対して校舎を増築するなどして対応している。

### 年表
- 1940年 - 大阪市阪南尋常小学校として開校。
- 1941年 - 国民学校令により、大阪市阪南国民学校に改称。
- 1947年 - 学制改革に伴い、大阪市立阪南小学校となる。
- 1965年 - 大阪市教育委員会から、体育科の研究校の指定を受ける。
- 1967年 - 文部省・日本学校体育研究連合会から、全国保健体育優良校として表彰を受ける。
- 1983年 - 大阪市教育委員会から、理科の研究校の指定を受ける。
- 1988年 - 大阪市教育委員会から、音楽科の研究校の指定を受ける。
- 1998年 - 大阪市教育委員会から、小中連携教育の研究校の指定を受ける。

## 通学区域
- 大阪市阿倍野区 王子町4丁目、阪南町4-6丁目、播磨町1-3丁目と、阪南町7丁目の一部。

卒業生は大阪市立阪南中学校に進学する。

## 交通
- 地下鉄御堂筋線 西田辺駅 北西へ約600m
- 阪和線 南田辺駅 西へ約900m